# Équipe de Malaisie féminine de hockey sur gazon
L'équipe de Malaisie féminine de hockey sur gazon est la sélection des meilleures joueuses malaisiennes de hockey sur gazon.

## Palmarès
| Ligue mondiale - 2012-2013 : 17e - 2014-2015 : 22e Jeux du Commonwealth - 1998 : 4e de la phase de poules - 2002 : 8e - 2006 : 5e - 2010 : 10e - 2014 : 7e |  | Jeux asiatiques - 1982 : 3e - 1986 : 4e - 2006 : 5e - 2010 : 5e - 2014 : 5e Coupe d'Asie - 1985 : 3e - 1999 : 6e - 2004 : 6e - 2007 : 5e - 2009 : 5e - 2013 : 5e |